# 哈維·湯姆林森
哈維·湯姆林森（英語：Harvey Thomlinson）英籍香港翻譯家、作家，其翻譯了慕容雪村第一本出版作品《成都，今夜請將我遺忘》，且通過自己的出版社發行了多本書籍。其在香港經營了一家發行公司，名叫。

## 生平
哈維·湯姆林森出生於英國，家中有五位兄弟姐妹，自幼即展現出對學術和音樂的濃厚興趣。他在母親卡羅爾的教導下學習鋼琴和小提琴，這段音樂教育或許對其後來的語言實驗產生了影響。其父親克里斯是一名德語翻譯，亦曾學習俄語，這使得哈維自小便對閱讀充滿熱情，並時常在餐桌上捧書閱讀。他的家庭書架上充滿了普希金、萊蒙托夫和陀思妥耶夫斯基的作品，哈維喜愛解讀西里爾字母書寫的文字。
哈維進入牛津大學攻讀歷史與經濟學，期間遇見了詩人西默斯·希尼，並加入了一個與希尼在牛靈頓酒吧後室聚會的小組。希尼的高大身影及強烈的存在感給哈維留下了深刻印象，但他過於敬畏而難以言表。
牛津大學的歷史導師克里夫·戴維斯曾告訴哈維，每個時代都為夢想家提供庇護所，中世紀的僧侶如今變成了學者。哈維完成第一個學位後，本應攻讀博士學位，卻在現實中將精力投入到向期刊投稿、街頭藝人表演和在北非、美國及後來的中國漂泊。他的博士論文探討歷史敘事，但最終他意識到，通過寫作小說更能深入探索這一主題。
2003年，哈維在北京學習中文並在樂隊中演奏電小提琴。隨後，他在倫敦攻讀金融碩士並在金融城擔任新興市場分析師。然而，回到英國後其逐漸意識到在英國書店中，能夠找到的中文小說範圍相當有限，多數集中於文化大革命回憶錄和帶有東方色彩的都市小說。他感到中國文學的多樣性被忽視。2006年被派往香港擔任亞太地區經理。這段期間，他廣泛遊歷日本、韓國、新加坡等地，這種世界性的視野後來對其作為出版商的經歷大有裨益。
2005年，哈維創建了一個名為的網站，致力於翻譯和出版更多的中國小說，特別是那些來自首批網絡作家的作品，如安妮寶貝、郭敬明和慕容雪村。他親自翻譯了慕容雪村的首部小說《成都，今夜請將我遺忘》，該書由文學經紀人班尼森·奧爾德菲爾德發掘並售予Allen & Unwin出版社。這次翻譯經驗促使他在2009年創立了，專注於亞太地區的英文書籍市場。
哈維·湯姆林森的主要翻譯作品包括慕容雪村的《成都，今夜請將我遺忘》和《原諒我紅塵顛倒》。他亦出版了多位中國和馬來西亞作家的作品，致力於將這些不同聲音傳遞給國際讀者。哈維的實驗小說《The Strike》於2018年在加利福尼亞州的Lucid Play出版，該書反映了一個無法以舊方式繼續運作的社會，其形式亦反映了這一主題。
哈維對不平等的關注促使他於2018年在網站上創建了一個關於不平等問題的博客。他認為中國未能實現民主是全球不平等的一大因素，並對香港民主運動寄予厚望。

## 作品
以下為哈維·湯姆林森的作品列表：
| 作品名稱                                          | 作者                                                                             | 日期           |
| ------------------------------------------------- | -------------------------------------------------------------------------------- | -------------- |
| 敦煌：絲路上的城市（認識中國） （英語：Dunhuang: A City on the Silk Road (Meet China)）         | Harvey Thomlinson 和 Thomas Bird                                                 | 2017年6月5日   |
| 洛陽：古都（認識中國） （英語：Luoyang: Ancient Capital (Meet China)）                 | Harvey Thomlinson、Thomas Bird、Peter Fenton、Chitralekha Basu 和 Daniel Parrott | 2017年6月8日   |
| 桂林：中國的傑作（認識中國） （英語：Guilin: China's Masterpiece (Meet China)）           | Harvey Thomlinson、Thomas Bird、Peter Fenton 和 Daniel Parrot                    | 2017年6月5日   |
| 罷工 （英語：The Strike）                                   | Harvey Thomlinson                                                                | 2018年1月24日  |
| 中國古代：村落，108個古中國村落 （英語：Ancient China: Villages, 108 Ancient Chinese Villages）        | Harvey Thomlinson                                                                | 2012年1月1日   |
| 中國古代：村落 （英語：Ancient China: Towns）                         | Harvey Thomlinson                                                                | 2012年10月30日 |
| 敦煌：絲綢之路上的城市（認識旅遊指南） （英語：Dunhuang: A City on the Silk Road (Meet Travel Guides)） | Harvey Thomlinson                                                                |                |

## 外部連結
- 哈維·湯姆林森的領英用戶頁